# Shepherdsville (Kentucky)
Shepherdsville es una ciudad ubicada en el condado de Bullitt en el estado estadounidense de Kentucky. En el Censo de 2010 tenía una población de 11222 habitantes y una densidad poblacional de 434,46 personas por km².

## Geografía
Shepherdsville se encuentra ubicada en las coordenadas 37°59′17″N 85°42′33″O / 37.98806, -85.70917. Según la Oficina del Censo de los Estados Unidos, Shepherdsville tiene una superficie total de 25.83 km², de la cual 25.05 km² corresponden a tierra firme y (3.01%) 0.78 km² es agua.

## Demografía
Según el censo de 2010, había 11222 personas residiendo en Shepherdsville. La densidad de población era de 434,46 hab./km². De los 11222 habitantes, Shepherdsville estaba compuesto por el 95.83% blancos, el 0.99% eran afroamericanos, el 0.37% eran amerindios, el 0.55% eran asiáticos, el 0.03% eran isleños del Pacífico, el 0.6% eran de otras razas y el 1.64% pertenecían a dos o más razas. Del total de la población el 1.6% eran hispanos o latinos de cualquier raza.